# 大貞公園
大貞公園（おおさだこうえん）は、大分県中津市大字大貞にある公園。桜の名所として知られている。

## 概要
宇佐神宮の祖宮として知られる薦神社の近隣にある公園で、大分百景に選定されている。
大正時代初期に、地域住民が数百本の桜の苗木を植えたのが始まりで、第二次世界大戦による中断はあったものの、戦後もさらに桜の植樹と育成が続けられた結果、現在では約1,300本の桜が育っている。例年、3月末から4月初めの開花期には、大貞公園桜祭りが開催される。期間中は公園がボンボリなどでライトアップされ、夜桜見物の客でにぎわう。
2008年のチャレンジ!おおいた国体も関連して運動施設の整備が進められるのに伴い、既存の大貞公園を含めた地域の都市計画の見直しが行われ、名称を大貞総合運動公園とし、運動公園として整備することが決定された。
この大貞総合運動公園として整備により、中津競馬場跡地の一角には2008年（平成20年）に中津市総合体育館が完成し、グラウンド・ゴルフ場などの整備も行われた。
大貞総合運動公園整備事業の最後となった硬式野球場は2014年（平成26年）4月8日に起工式が行われ、2015年（平成26年）3月に完成し、同年5月17日に落成式が行われ、そして、同月24日にウエスタン・リーグの福岡ソフトバンクホークスと広島東洋カープの試合を完成記念として開催し、翌月1日から一般市民向けの利用が開始されることになった。
2016年4月1日より、中津市に本社を置くダイハツ九州とネーミングライツ契約を結び「ダイハツ九州スポーツパーク大貞」の愛称となり、市総合体育館は「ダイハツ九州アリーナ」、硬式野球場は「ダイハツ九州スタジアム」、軟式野球場は「ダイハツ九州軟式野球場」となる。期間は2019年3月までの3年間だったが、その後契約の更新が実施されており、2022年時点でもこの名称が使用されている。
硬式野球場では、2022年に九州アジアリーグの大分B-リングスが公式戦を実施したほか、福岡北九州フェニックスがホームゲームとして大分戦10試合を開催する日程が開幕前に発表された。4月2日に最初の公式戦（大分対北九州）が開催された。2023年も開幕前より両チーム（北九州はこの年より北九州下関フェニックス）が主催試合を実施する予定が組まれ（北九州のホームゲームは宮崎サンシャインズとの対戦）、その後雨天振替等で最終的に大分主催が3試合、北九州主催が7試合（うち1試合はソフトバンク4軍との交流戦、そのほかは宮崎戦5、大分戦1）となった。
また指定管理者としてシンコースポーツ九州が管理・運営している。
この競馬場跡地部分にも、将来的に桜の名所とすることを目指して、市民による桜の植樹が行われている。

## 交通
- JR九州日豊本線中津駅より大交北部バス八幡前・野路方面行きで約20分、大貞公園停留所下車徒歩3分
  - かつては大分交通耶馬渓線に「大貞公園駅」が存在した（1975年廃止）。